# 大山ダム
大山ダム（おおやまダム）は、大分県日田市の筑後川水系赤石川に建設されたダムである。

## 概要
赤石川が大山川（筑後川の上流部分の別名）に合流する合流点の上流約2kmに位置する。
当初、ダムが建設される赤石川に因んで赤石川ダムと名付けられていたが、赤石は本ダムの建設地よりも上流にある前津江村の地区名であり、本ダム建設による水没地とは無関係であったため、大山町の要望により大山ダムに改められた。
2010年（平成22年）12月20日に本体のコンクリート打設が完了。2011年（平成23年）5月10日に試験湛水が開始され、同6月17日に平常時最高貯水位、2012年（平成24年）3月24日に最高水位（洪水時最高水位）、同11月20日に最低水位にそれぞれ到達。2013年（平成25年）4月に管理開始が予定されている。
2013年（平成25年）1月には、公募により、ダム湖の名称が烏宿湖（うしゅくこ）に決定した。この名称は、大山ダムが烏宿山（うしゅくやま、からとまりやま）の山麓にあることに因んでいる。
なお、筑後川の松原ダム下流に設けられている大山川堰（別名：大山川ダム）は、このダムとは別のものである。
本ダムは、筑後大堰において福岡導水を介した福岡地方の9市9町村への各種用水供給、筑後導水を介した筑後地方の6市8町村への上水道・工業用水・農業用水の供給のための水源の一つとしての役割を果たしている。福岡導水・筑後導水の供給割当量（次表）上、重要なダムである。
| 取水者                              | 小計 | 内              | 内                 | 内       | 内       |
| 取水者                              | 小計 | 筑後大堰        | 江川ダム・寺内ダム | 合所ダム | 大山ダム |
| ----------------------------------- | ---- | --------------- | ------------------ | -------- | -------- |
| 福岡地区水道企業団 （福岡導水）     | 23.1 | 0.7             | 14.4               | 2.8      | 5.2      |
| 福岡県南広域水道企業団 （筑後導水） | 15.6 | 1.4             | 6.7                | 1.4      | 6.1      |
| 佐賀東部水道企業団 （佐賀東部導水） |      | 水利権設定あり※ | 水利権設定あり※    | -        | -        |

- ※2020年現在取水量枠ベース
- ※佐賀東部導水は、筑後大堰手前の揚排水機場において渇水期には取水、洪水期には排水を行う。また渇水期には佐賀西部導水により佐賀西部広域水道企業団にも間接的に供給される。

## 外部認証
大山ダムの一角に設置された「ホタルビオトープ」は、第三者認証としてJHEP認証を受けている。

## その他
ダムの所在地である大分県日田市では、漫画「進撃の巨人」の作者の諫山創の出身地であることから、この作品に因んだまちおこしを進めている。2020年11月には、同作の主要登場人物であるエレン、ミカサ、アルミンの少年期の等身大の銅像が、大山ダムの下流広場に設置された。この像は、作中に登場する巨大な壁に見立てた大山ダムを3人が見上げるもので、ARアプリをかざすとダム上に巨人が現れる。11月8日には諫山も出席して除幕式が行われた。